# 셋쓰국

셋쓰 국

셋쓰국(일본어: 摂津国 셋쓰노쿠니[*], 문화어: 셋쯔국)은 기나이에 있는 일본의 옛 구니이다. 현재의 오사카시를 포함한 오사카부의 북부와 고베시 일부를 포함한 효고현 남동부에 해당한다. 셋슈(일본어: 摂州 셋슈[*])라고도 한다.

## 군
- 미시마군(三島郡 (701년에 분리, 1896년에 재통합)
  - 시마가미군(일본어판)(島上郡/嶋上郡)
  - 시마시모군(일본어판)(島下郡/嶋下郡)
- 데시마군(일본어판)(豊島郡/豐嶋郡)
- 노세 군(能勢郡) (713년, 가와베 군에서 분리)
- 가와베군(川辺郡/河辺郡)
- 아리마군(일본어판)(有馬郡)
- 무코군(일본어판)(武庫郡)
- 우하라군(일본어판)(菟原郡)
- 야타베군(일본어판)(八部郡)
- 니시나리군(西成郡/西生郡)
- 히가시나리군(東成郡/東生郡)
- 스미요시군(일본어판)(住吉郡)
- 구다라 군(百済郡) (헤이안 시대 무렵 스미요시 군으로 편입됨)

## 같이 보기
- 백제주(百濟州)